# Rujak
 (octobre 2014).
Si vous disposez d'ouvrages ou d'articles de référence ou si vous connaissez des sites web de qualité traitant du thème abordé ici, merci de compléter l'article en donnant les références utiles à sa vérifiabilité et en les liant à la section « Notes et références ».

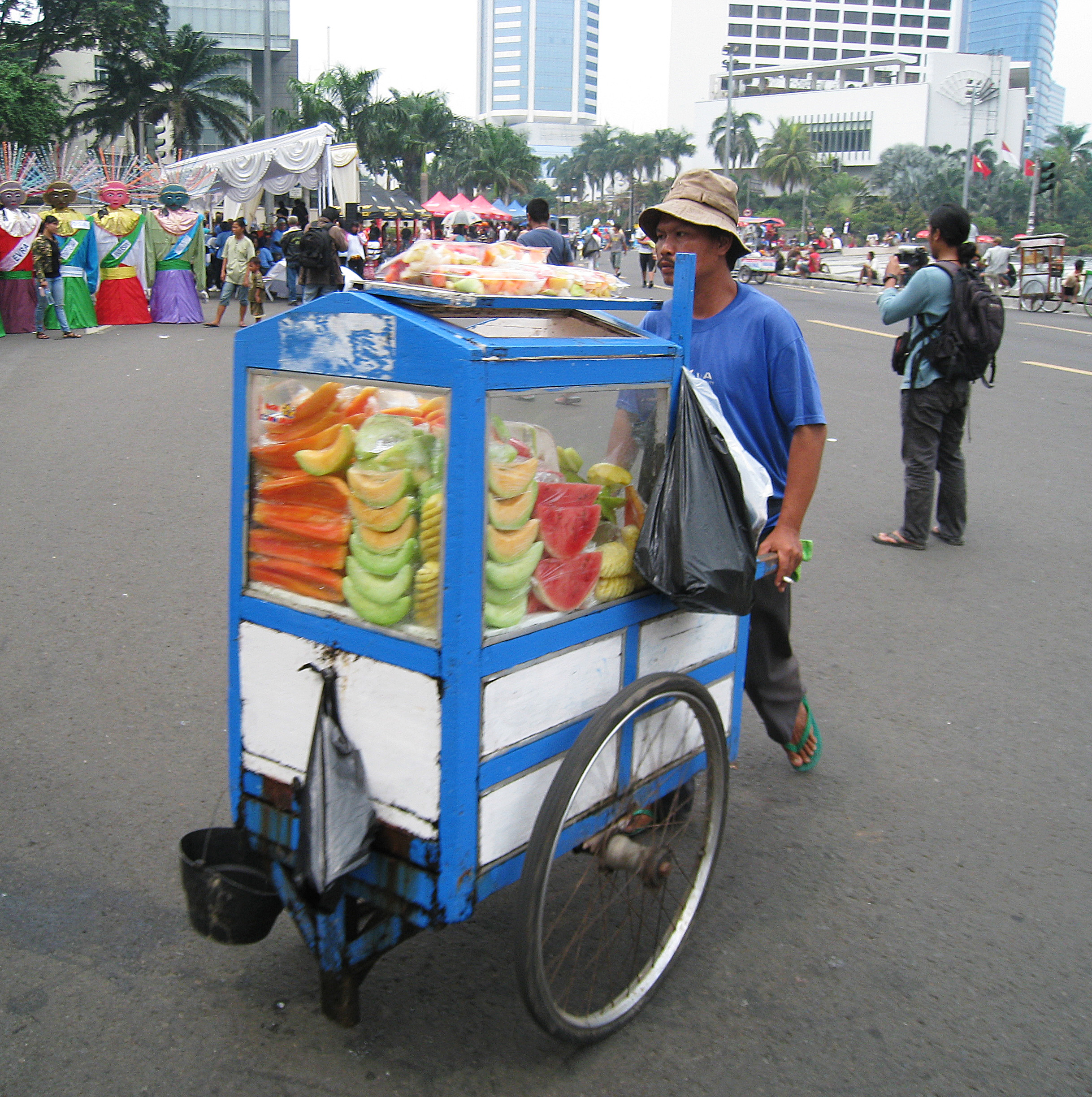
Vendeur ambulant de rujak à Jakarta.

Un rujak (en indonésien) ou rojak (en malaisien) est une salade traditionnelle de fruits et de légumes, présente en Indonésie, en Malaisie et à Singapour. Le mot rujak signifie en malais « mélange ».

## Aspects culturels

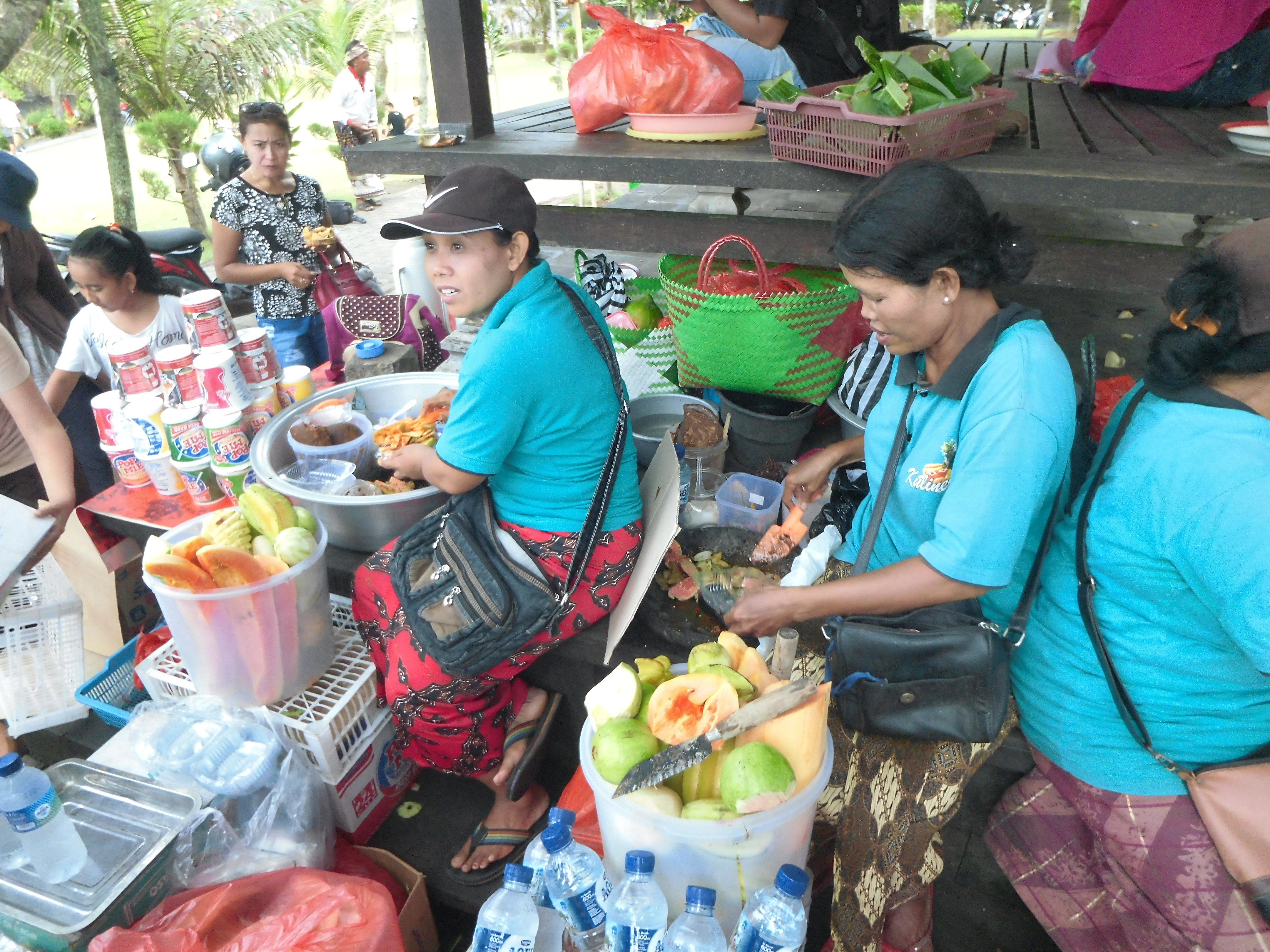
Vendeurs de rojak de fruits à Bali.

En Malaisie et Singapour, le terme rojak est aussi utilisé pour désigner tout type de mélange éclectique, et spécialement pour désigner le caractère multi-ethnique de la société malaisienne et singapourienne. 
En Indonésie, pour les Javanais, le rujak tient une place essentielle dans une cérémonie pré-natale appelée tujuh bulanan (littéralement : septième mois). Un rujak de fruits est préparé à cette occasion pour être offert à la future mère et à ses invités. La recette est identique à celle d'un rujak de fruits indonésien classique, à la différence près que les fruits sont taillés plus grossièrement, et que le jeruk bali (pomelo) en est l'ingrédient principal.

## Rojakde Malaisie et de Singapour

### Mamak rojak, ourojakindien (pasembor)

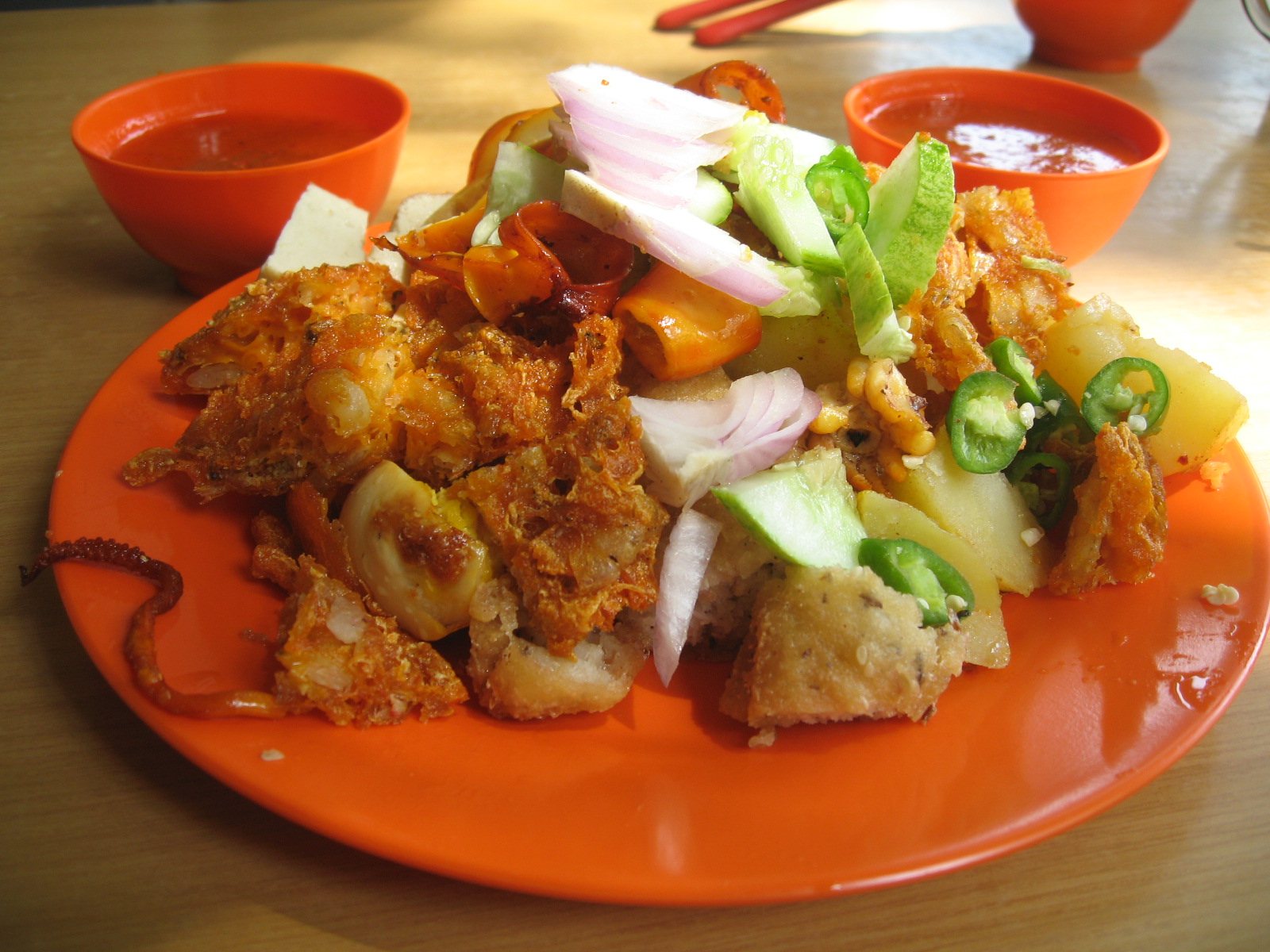
Rojak indien à Singapour.

En Malaisie, le mamak rojak (ou pasembur) contient des beignets, du tofu, des pommes de terre bouillies, des beignets de crevette, des œufs durs, des pousses de soja, du sel, du poivre, du riz-dinde, des encornets et du concombre, le tout mélangé dans une sauce épaisse sucrée et piquante aux arachides.
Le pasembor que l'on trouve à Singapour est un assortiment de pommes de terre, d'œufs, de tofu et de crevettes frites dans une sauce sucrée et épicée à base de piment.

### Rojakde fruits

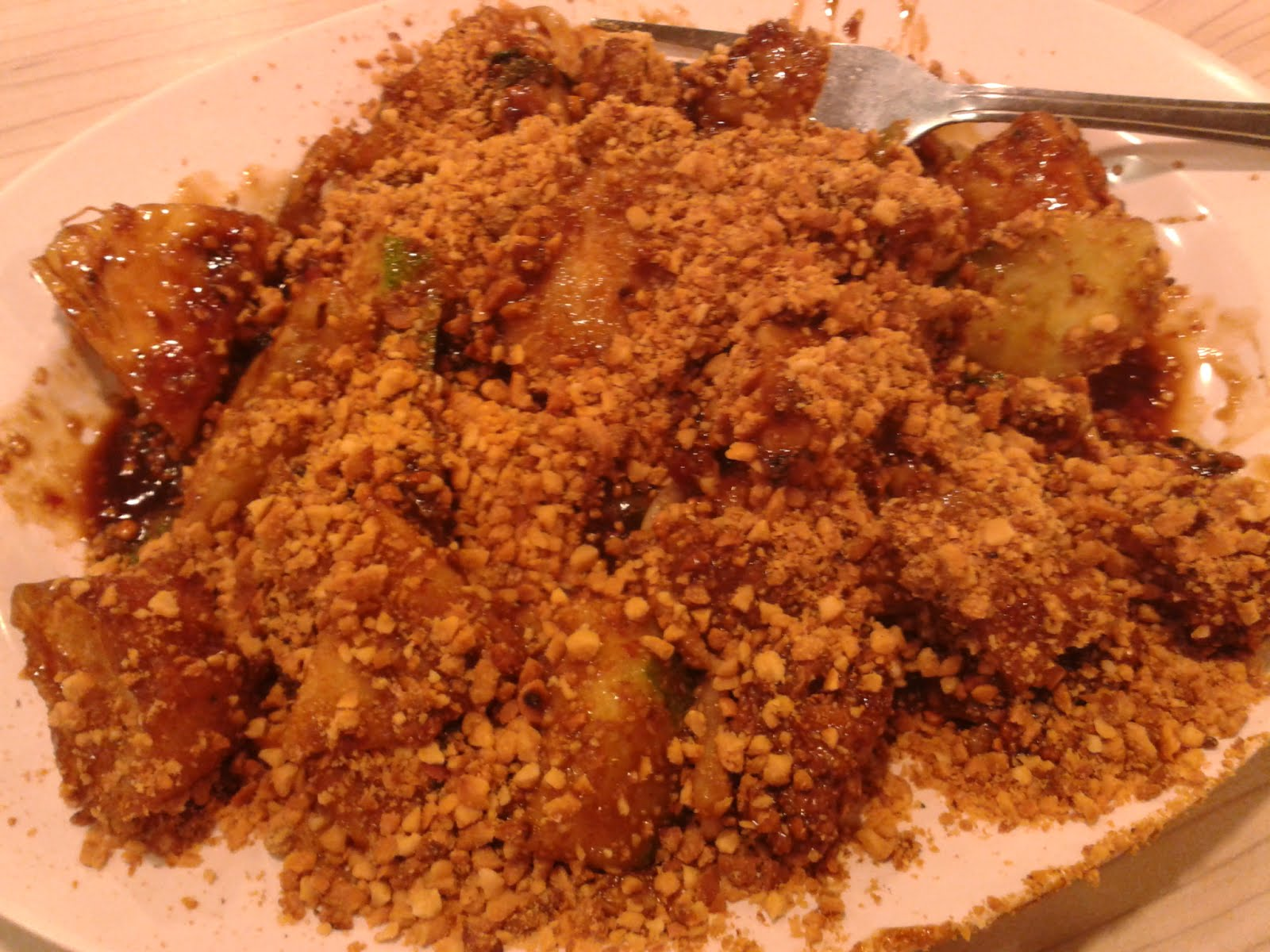
Rojak de fruits à Singapour.

Un rojak de fruits consiste habituellement  en un mélange de concombre, de benkoang (jicama), d'ananas, de pousses de soja, de taupok (tofu frit) et de youtiao (beignets chinois). Des mangues vertes et des pommes sont utilisées mais pas de manière systématique. La sauce à salade est faite d'eau, de belacan (pâte de crevette), de sucre, de piment et de jus de citron vert.
Les ingrédients varient selon les étals et les vendeurs ; certains utilisent du tamarin ou de la pâte de haricots noirs. On peut ajouter pour finir, sur la salade, des arachides sautées ou  des bunga kantan (rose de porcelaine) nature ou sautées.

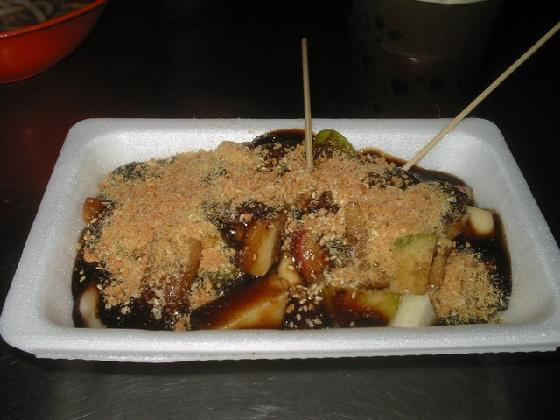
Penang rojak en Malaisie.

Le penang rojak est un autre type de rojak de Penang. Il est similaire au rojak de fruits habituel, mais on y ajoute des jambu air, de la goyave, des beignets d'encornet et du miel. Dans cette version, on ne trouve pas de tofu frit ni de pousses de soja.

## Rujakindonésien

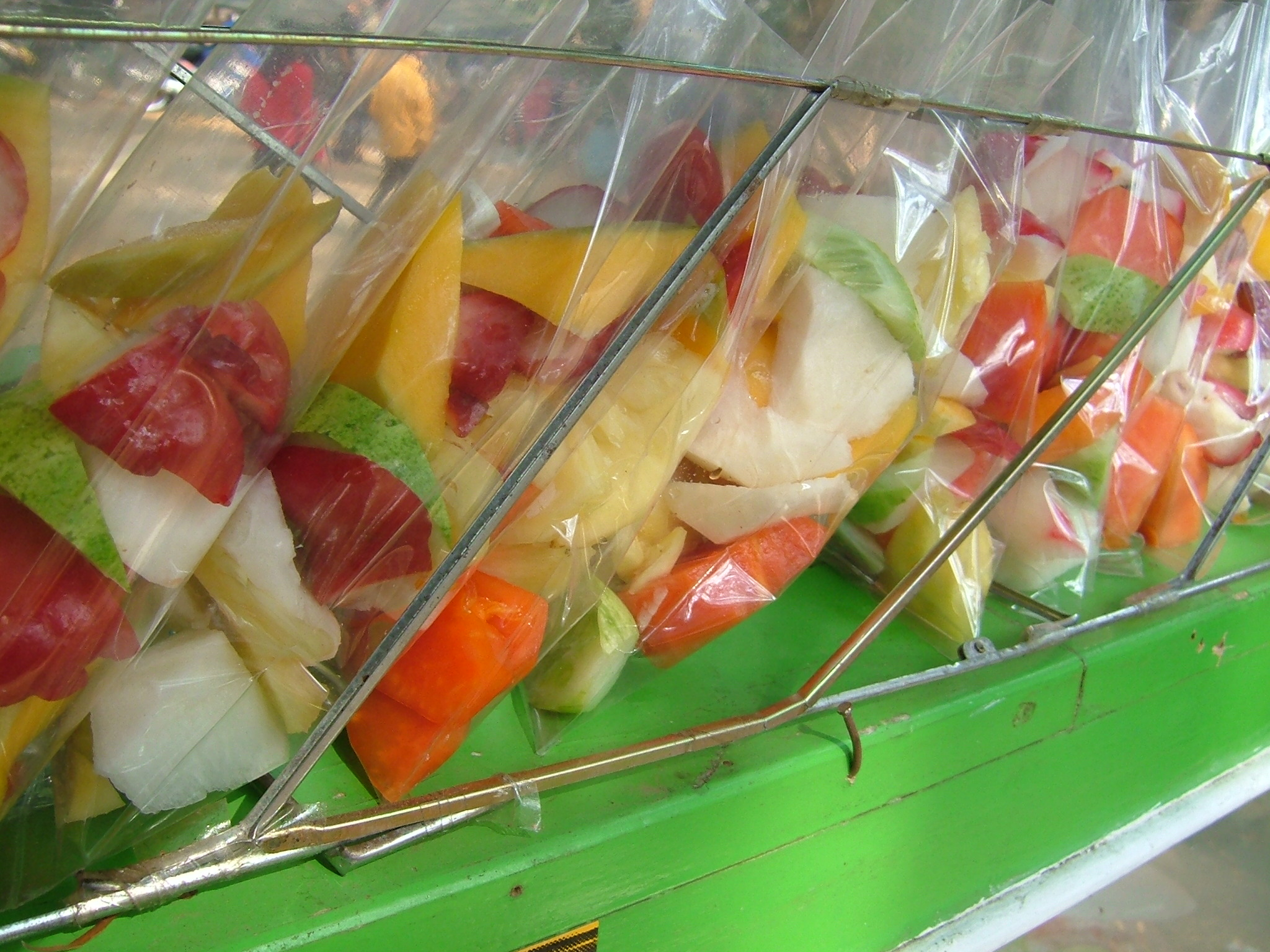
Rujak de fruits de saison chez un vendeur de rues de Java occidental.

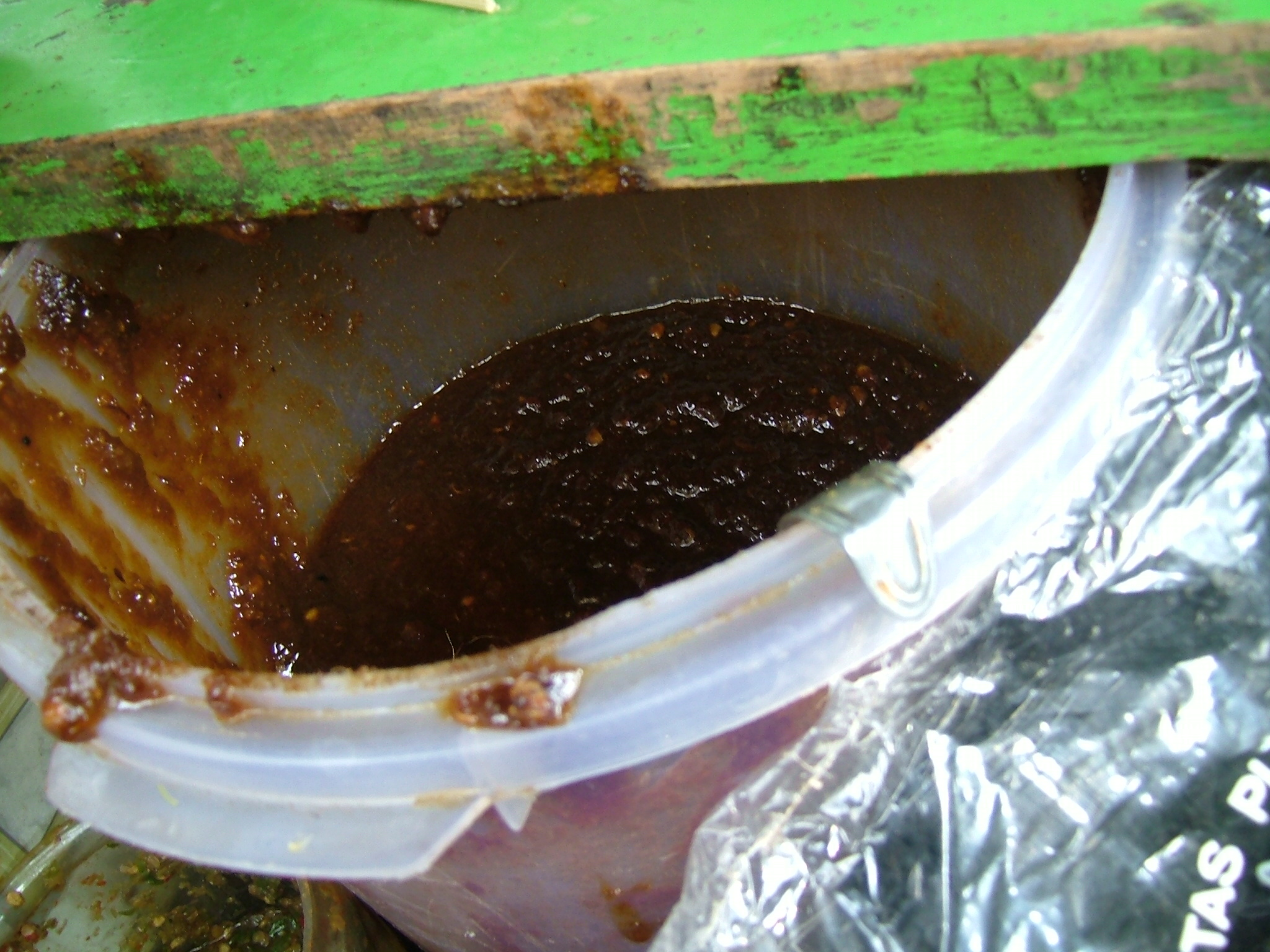
Sauce rujak sucrée, composée de sucre de palme, tamarin, arachides et piments.

### Rujakde fruits indonésien
Le rujak de fruits indonésien typique consiste en tranches de fruits tropicaux comme du jambu air, de l'ananas, des mangues vertes, de la papaye, du bengkuang, du concombre, du kedondong et des patates douces.
On peut aussi ajouter des pommes vertes, du belimbing et du jeruk bali (pomelo). La sauce à salade, sucrée et épicée, est faite d'eau, de gula jawa (sucre de palme), asem jawa (tamarin), d'arachides, de terasi, de sel et de piments.

### Rujak tumbuk(rujak bèbèk)
Autre variante du rujak de fruits indonésien, identique au précédent, mais les ingrédients sont ici broyés dans un mortier avec la sauce. Le rujak tumbuk est servi en portions individuelles sur des feuilles de bananier appelées pincuk.

### Rujak serut
Ou rujak haché en français. Similaire au rujak tumbuk, avec les mêmes ingrédients. Les fruits ne sont pas coupés en morceaux, mais hachés pour donner une consistance râpée.

### Rujak u` groeh
Originaire d'Aceh, ce rujak consiste en un mélange de chair de noix de coco très jeune, de papaye verte, de piment, de sucre, de sucre de palme, de glace, de sel et de jus de citron vert.

### Rujak pengantin
Pengantin signifie fiancé en Indonésie. C'est un plat typique de la cuisine coloniale indonésienne. Ce rujak contient des œufs durs, du tofu frit, des pommes de terre, de l'ananas, des carottes, des pousses de soja, des pickles, du piment, de la laitue, du chou, du concombre, des arachides grillées, de la sauce aux arachides et d'un peu de vinaigre. On peut éventuellement ajouter de la mayonnaise à la sauce aux arachides. 

### Rujak kuah pindang
C'est un snack balinais dont les ingrédients sont identiques au classique rujak de fruits indonésien, par contre les ingrédients sont ici plongés dans un bouillon de poisson épicé, le pindang.

### Rujak cingur

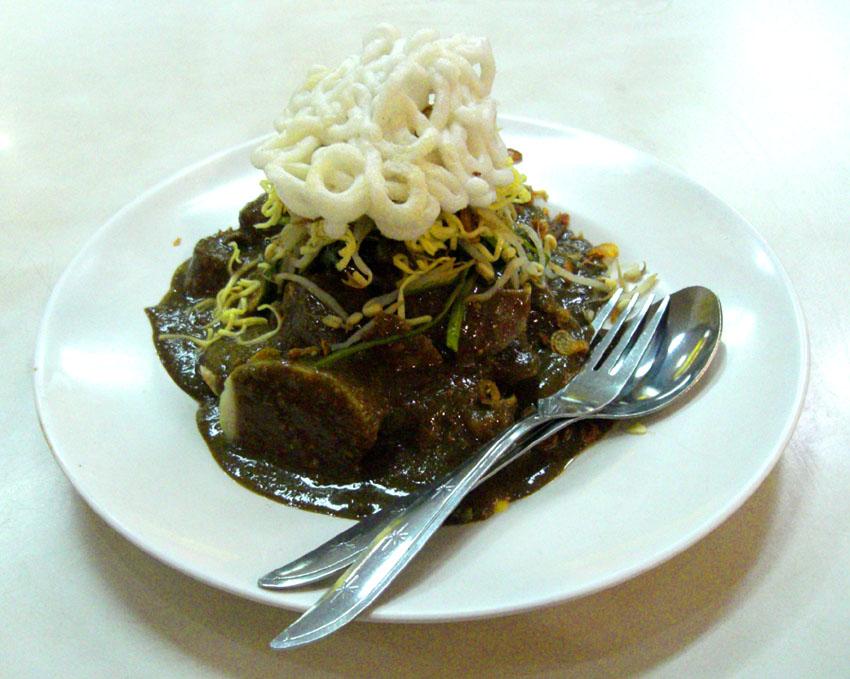
Rujak cingur, à base de buffle, spécialité de Surabaya.

Cingur signifie « bouche » en javanais. Le rujak cingur est une variante de Surabaya, elle contient du buffle d'eau cuit, du bengkuang, de la mangue verte, de l'ananas, du concombre, du kangkung, des lontong (gâteaux de riz), du tofu et du tempe, le tout servi avec une sauce noire à base de petis (pâte noire de crevette fermentée, proche du terasi) et des arachides. On peut rajouter des échalotes frites et des krupuk (chips de crevette).

### Rujak petis
Autre variante du rujak de Surabaya. Il contient des tranches de bengkuang, des mangues vertes, du concombre, du kangkung, du kedondong, du tofu et des pousses de soja, dans une sauce noire de petis, des échalotes frites, du sel, du sucre de palme, de la banane et des arachides.

### Rujak tolet
Aussi originaire de Surabaya. En plus des fruits verts, on rajoute du tofu frit, de l'ail et des tendons de bœuf à l'occasion. La sauce est toujours à base de petis avec du sucre de palme, des tranches de piments et de la sauce de soja sucrée.

### Rujak juhi

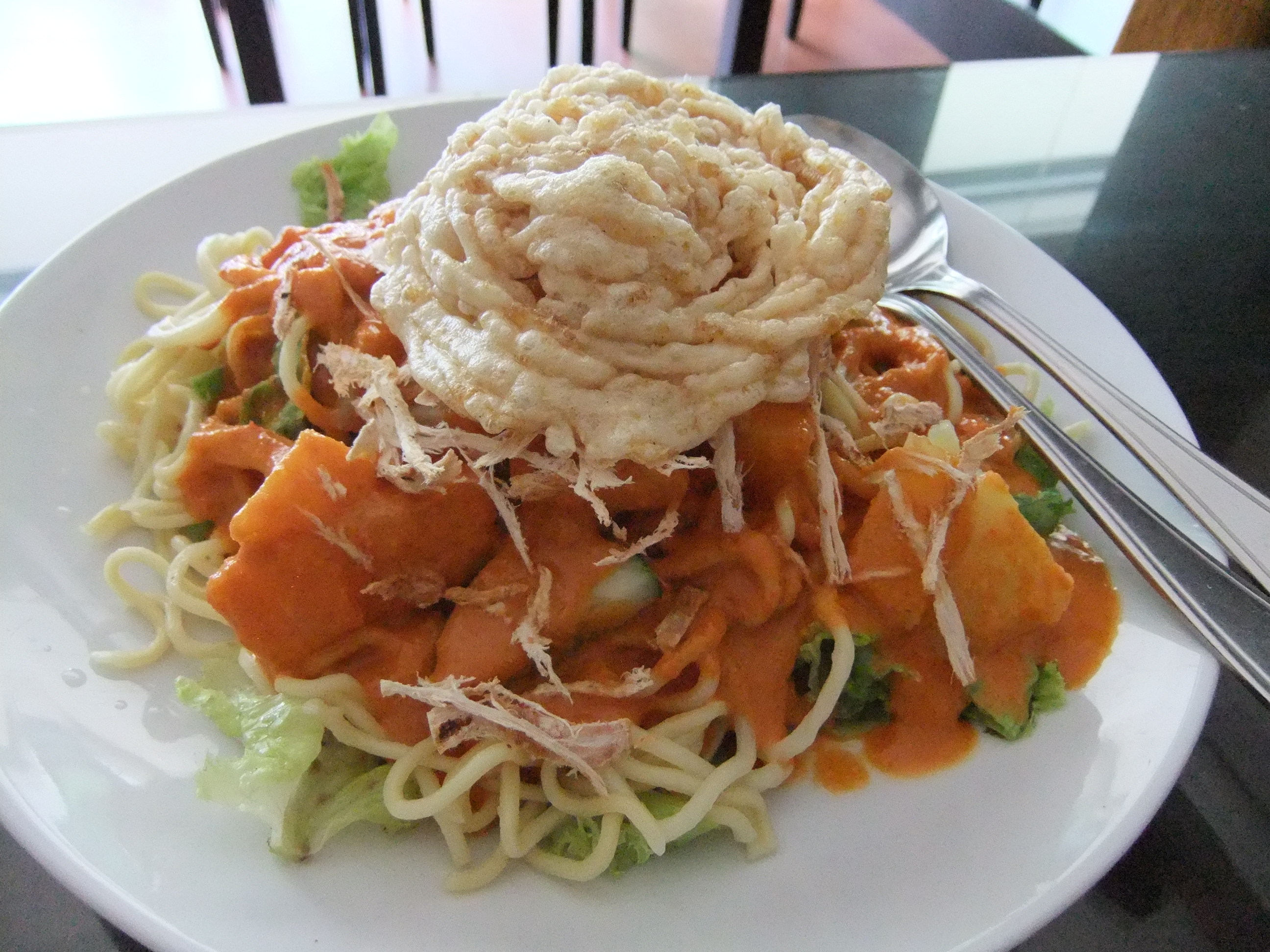
Rujak juhi, avec des krupuk.

Juhi signifie « encornet sauté » en Indonésie. Le plat est à base de tofu frit, de pommes de terre bouillies, de lamelles d'encornets frits, de concombre, de nouilles, de laitue, de chou, de sauce aux arachides, de vinaigre, de piment et d'ail frit.

### Rujak Shanghai
Ce plat est issu de la communauté chinoise d'Indonésie. Il contient des fruits de mer, du poulpe, du concombre de mer, du kangkung, le tout servi avec une sauce épaisse rouge et amère à base de jus d'ananas et d'arachides.

### Rujak soto
Plat de Banyuwangi, au Java oriental, créé en 1975 par Usni Solihin. C'est un mélange de soto de bœuf et de rujak cingur.